# 衛貞伯
衞貞伯（？—前867年），《系本》又稱衞箕伯，名已失，是中國西周時代諸侯國衞國的第7代君主，前任君主衞靖伯之子，衞頃侯之父。
在位相當於西周中期周懿王、周夷王在位期間。